# Vadaktai
Vadaktai is een plaats in het Litouwse district Šiauliai. De plaats telt 227 inwoners (2001).